# Dnevni avaz
Dnevni avaz — боснийская национальная ежедневная газета, издающаяся в Сараеве на английском и боснийском языках. Их новостной сайт Avaz.ba — третий по посещаемости сайт в Боснии и Герцеговине, после Google и YouTube.

## История
Dnevni avaz возник на основе еженедельного издания Bošnjački avaz, которое было впервые опубликовано в сентябре 1993 года. В 1994 году издание стало известно просто как Avaz и выходило еженедельно в Боснии и Герцеговине и Германии. В 1995 году Фахрудин Радончич восстановил издание как ежедневную газету.
Dnevni avaz является частью издательства avaz-roto press, крупнейшего медиа-дома в Боснии и Герцеговине. Газета базируется в Сараево и придерживается относительно пробоснийской и пробоснийской позиции.
В 2006 году издательский дом Avaz расширился с началом строительства Avaz Twist Tower, 175-метрового небоскрёба в районе Мариин Двор в Сараево, в муниципалитете Центральный. По состоянию на 2016 год это был самый высокий небоскрёб в Боснии и Герцеговине.
Бывшая штаб-квартира компании, бизнес-центр Avaz, была переоборудована в гостиницу Radon Plaza Hotel.
Dnevni Avaz публикует еженедельник New York Times International с 2009 года на ежеквартальной основе. Это 8-страничное приложение содержит подборку статей на английском языке из New York Times.